# Kogonada

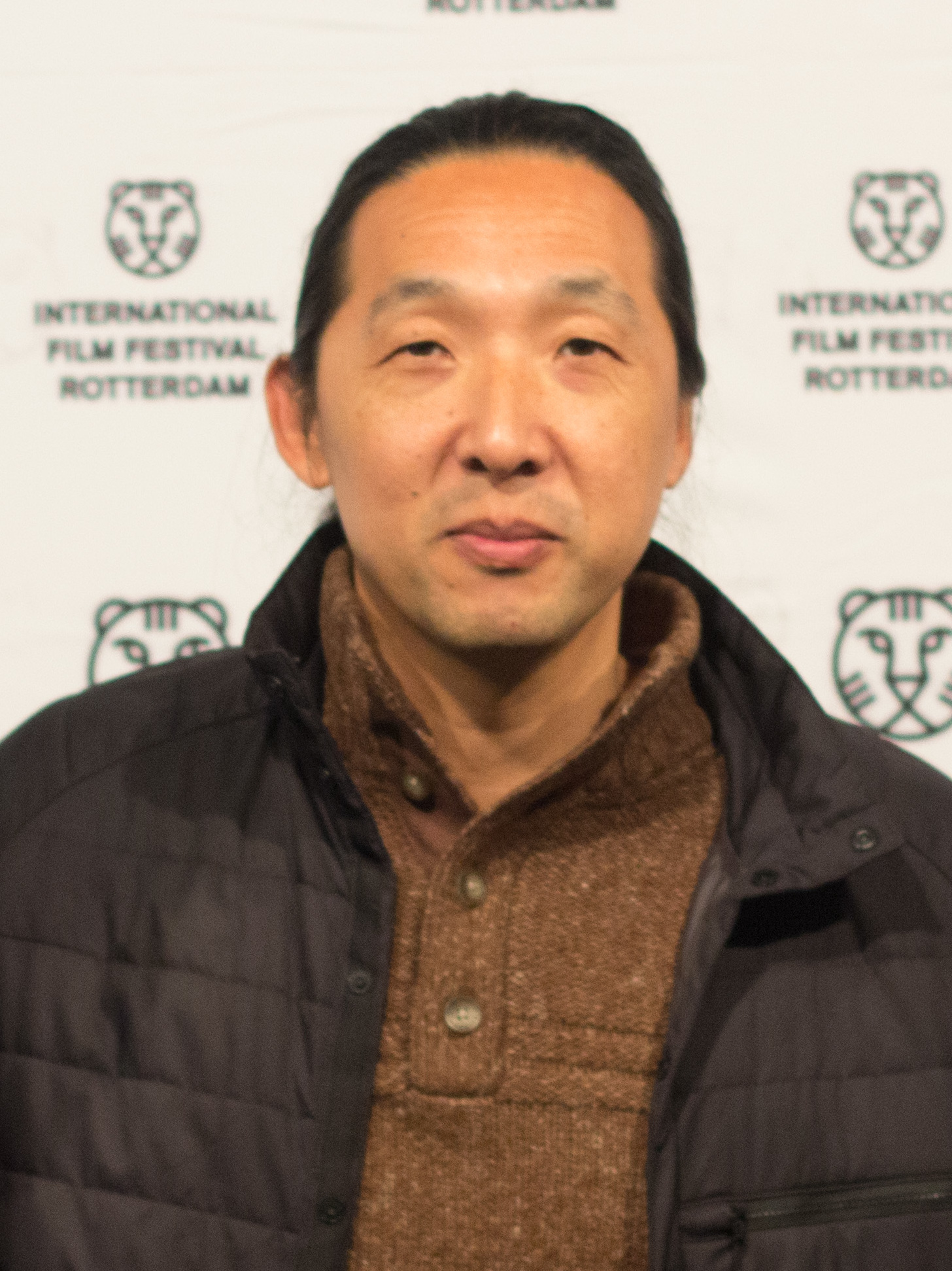
Kogonada beim International Film Fest Rotterdam 2017

Kogonada (* in Seoul) ist ein US-amerikanischer Filmkritiker und Filmemacher südkoreanischer Abstammung. Für seinen Künstlernamen wird auch die Schreibweise ::kogonada verwendet.

## Leben
Kogonada wurde in der südkoreanischen Hauptstadt Seoul geboren. Als Kind emigrierte er gemeinsam mit seiner Familie in die USA. Den größten Teil seines Lebens verbrachte Kogonada in Chicago. Sein Name entstand in Anlehnung an einen Spitznamen, den seine Familie in seiner Kindheit für ihn benutzte und den er auch in seiner akademischen Karriere als Filmtheoretiker nutzte, gelegentlich auch in der Schreibweise ::kogonada. Zudem ist er Filmkritiker und Autor einer Reihe von Videoaufsätzen über Filmemacher und Filmbewegungen der klassischen Ära bis heute, so über Neorealismus, Fellini, Bergman, Hitchcock und Linklater.
Kogonadas Debütfilm Columbus feierte im Jahr 2017 im Rahmen des Sundance Film Festivals seine Premiere. Im Juli 2021 stellte er bei den Internationalen Filmfestspielen von Cannes sein Science-Fiction-Drama After Yang vor, mit Justin H. Min, Colin Farrell und Jodie Turner-Smith in den Hauptrollen.
Kogonadas Identität ist, auf seinem Wunsch nach Anonymität hin, weitestgehend unbekannt, obwohl er mitunter an Vorführungen seiner Werke teilnimmt. In einem Interview für das Filmmaker Magazine erklärte er: „Ich mag Chris Markers Idee, dass deine Arbeit deine Arbeit ist. Ich habe mich auch nie viel mit meinem amerikanischen Namen identifizieren können, der sich immer etwas seltsam anfühlt, wenn man ihn sieht oder hört … Und ich mag Heteronyme sehr gerne.“ Sein Künstlername stammt von Kogo Noda ab, einem Drehbuchautor, der häufig mit Ozu Yasujirō zusammengearbeitet hatte.
2024 führte er in zwei Episoden der Star-Wars-Fernsehserie The Acolyte von Leslye Headland Regie. Im Sommer des Jahres wurde Kogonada Mitglied der Academy of Motion Picture Arts and Sciences.

## Filmografie
- 2016: Días de cine (Fernsehserie)
- 2017: Linklater: On Cinema & Time (Videodokumentation)
- 2017: Columbus
- 2021: After Yang
- 2022: Pachinko – Ein einfaches Leben (Pachinko, Fernsehserie)
- 2024: The Acolyte (Fernsehserie)

## Auszeichnungen
Gotham Award
- 2017: Nominierung für den Bingham-Ray-Award als Bester Nachwuchsregisseur (Columbus)
- 2017: Nominierung für das Beste Drehbuch (Columbus)[9][10]
- 2022: Nominierung für das Beste Drehbuch (After Yang)[11]

Independent Spirit Award
- 2018: Nominierung als Bester Erstlingsfilm (Columbus)
- 2018: Nominierung für das Beste Erstlingsdrehbuch (Columbus)[12]
- 2023: Nominierung für die Beste Regie (After Yang)
- 2023: Nominierung für das Beste Drehbuch (After Yang)

Los Angeles Online Film Critics Society Award
- 2018: Nominierung als Bester Erstlingsfilm (Columbus)[13]